# Iracema caiana
Iracema caiana är en fiskart som beskrevs av Triques, 1996. Iracema caiana ingår i släktet Iracema och familjen Rhamphichthyidae. Inga underarter finns listade i Catalogue of Life.